# Наумко Тетяна Федорівна
Тетяна Федорівна Наумко (уроджена Сальникова; нар. 9 листопада 1948) — російська тенісистка і тренер з тенісу.

## Біографія
Народилася в 1948 році. Почала грати в теніс у віці тринадцяти років. Призер чемпіонатів Москви, ЦС ДСО «Труд» і інших змагань серед жінок (в 1960-х рр.). У 1966 році виконала норматив на звання кандидата в майстри спорту СРСР.
Ще паралельно з власного виступу почала займатися тренерською роботою. Закінчила Російський державний університет фізичної культури, спорту, молоді та туризму. Працювала тренером в ДЮСШ Юність при відділі народної освіти московському міськвиконкому в (1961-65 рр.), а також в ДСО Труд (1965—1971 рр.). Деякий час тренувала в Польщі, перебуваючи там на службовому відрядженні чоловіка (1971-73 рр). Потім — тренер і старший тренер ДСО " Спартак " (1974-91 рр.).
Серед її вихованців — майстри спорту СРСР О. Борисов, С. Горелик, А. Меринов і М. Рибаков. Також була тренером заслуженого майстра спорту Росії Андрія Чеснокова, переможця турніру «Гран-прі» .
У 1986 роки була удостоєна почесного звання " Заслужений тренер РРФСР ".
З 1991 року проживає в США в місті Стратфорд, штат Коннектикут. Переїхала туди після того, як повторно вийшла заміж за громадянина США.
Була визнана кращим тренером 2013 року по версії Залу російської тенісної слави.